# 擦边球
擦边球是乒乓球运动术语，指将球打在球台的边缘。这一情况经常会成为乒乓球比赛的争议点。

## 规则
现行的乒乓球比赛规则并未对“擦边球”直接下定义，仅规定了比赛台面为乒乓球台的上表面，其侧面不属于比赛台面，只有将球打到对方比赛台面上表面才被视为合法击球。根据上述规则，一旦出现“擦边球”的情况，裁判员须判定该球是触及球台的上表面还是触及了侧面。若球触及了球台的上檐边缘，则为合法击球，击球方得分；如果球只触及了侧面，则为无效球，击球方不得分。
由于乒乓球比赛中球速较快，裁判员仅凭肉眼可能难以判定是否为合法擦边球，一些机构和个人也在开发计算机辅助判断系统。

## 引申义
在中文语境中，“擦边球”一般用于形容游走在法律规则边缘的行为，或是利用法规漏洞从事可能不合规行为的举动。

## 另見
- 擦棒球